# Pique (maskota)
Pique je bila uradna maskota Svetovnega prvenstva v nogometu 1986. Predstavlja zelen čili jalapeño, na glavi katerega stoji rumen sombrero, kot so ga nosili tradicionalni mehiški kavboji charri. V desni roki drži nogometno žogo. 
Maskota je poleg tipične mehiške hrane jalapeña vsebovala dva znana stereotipa o Mehičanih: da vselej nosijo sombrero (ta ima sicer vrh klobuka, ki je bolj značilen za Čile) in da imajo vsi brke. Pique nosi namreč dolge črne navzgor privzdignjene brke. 
Zanimivo je, da Pique kot simbol države gostiteljice ne nosi majice mehiške reprezentance, pač pa enobarvno rdečo majico. To je mogoče pripisati dejstvu, da je bila Mehiki zaupana organizacija drugega Svetovnega prvenstva v 16 letih. Zato so morali ustvariti povsem novo maskoto v primerjavi s Juanitom iz leta 1970. 
Izbira Piqueja za maskoto je bila precej kontroverzna, ker je maskoto narisala hčerka predsednika Mehiške nogometne zveze, ki je nabor maskote tudi sama sklicala. 